# Vârful Berzunți, Munții Berzunți
Vârful Berzunti este un vârf montan situat în județul Bacău, România, în cadrul Munților Berzunți, parte a Carpaților Orientali. Cu o altitudine de 984 metri, 
acest vârf reprezintă cel mai înalt punct al Munților Berzunți.
Munții Berzunți se află în vestul județului Bacău și se întind pe o lungime de aproximativ 20 de kilometri, având o lățime între 5 și 8 kilometri. Creasta principală a acestor munți se situează la o altitudine medie de 800 de metri. 
Zona din jurul Vârfului Berzunti este apreciată pentru peisajele sale montane și pentru biodiversitatea sa. Traseele de drumeție din această regiune oferă oportunități excelente pentru iubitorii de natură și pentru cei care doresc să exploreze frumusețea Munților Berzunți.
1. ↑  „Vârful Capăta (740 m)”. wikimapia.org. Accesat în 24 februarie 2025.